# Kreolisering

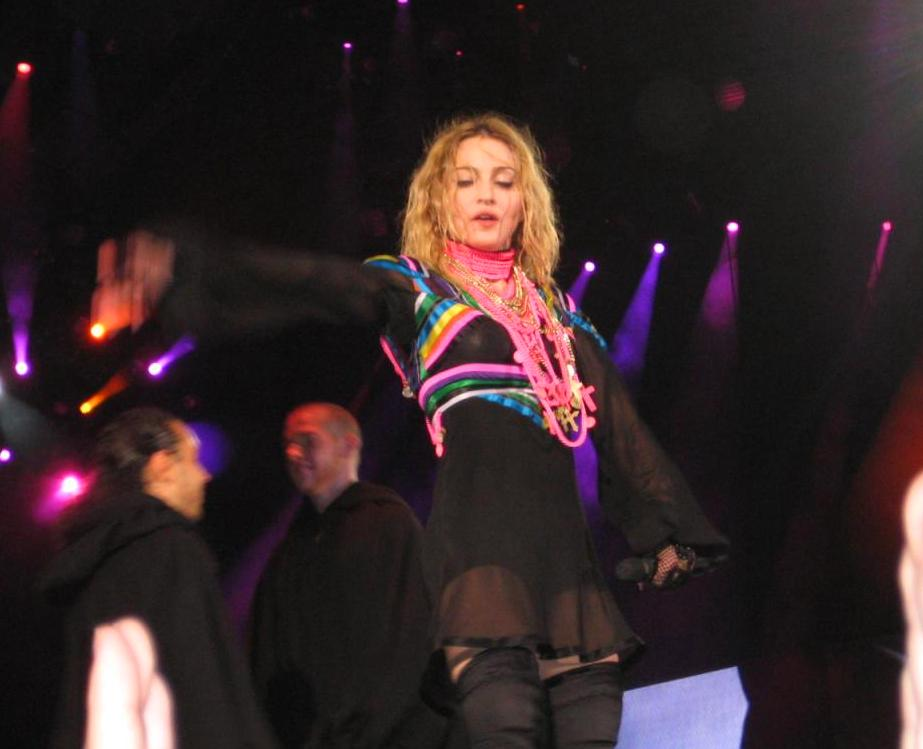
Ulf Hannerz menade 1987 att kreolisering var tydligast inom popkulturen. Här popikonen Madonna som framför "Spanish lessons" 2009.

Kreolisering (från portugisiska respektive spanska crioulos, crillos, se kreol) är en sociologisk och antropologisk term som avser en transkulturell process där kulturer inte längre är homogena och avgränsade, i kontrast till begreppet mångkulturalism som istället poängterar skilda gruppidentiteter. Begreppet är omdiskuterat i akademiska kretsar, och ingen konsensus finns ännu.

## Bakgrund
Bakgrunden till begreppet är Ulf Hannerz' artikel "The World in Creolization" i tidskriften Africa 1987, där han utgår från språkvetarnas användning av "kreolisering" när det gäller kreolspråk, men använder det för att förklara kulturell förändring i globaliseringens tidevarv. Fokus ligger inte på Sydamerika, utan hela världen, och Hannerz visar främst på hur kulturblandning har utvecklats i Nigeria, men för också fram att kreolisering inte enbart finns i tredje världen utan i hela världen. Han menar att det är inom populärkulturen som kreoliseringen visar sig tydligast, men även att den blir allt tydligare i princip på alla kulturella områden. 
Begreppet har sedan 1990-talet blivit allt mer använt i akademiska kretsar, men kritik mot begreppet som vetenskaplig term har också framförts, bland annat av Thomas Hylland Eriksen, som ifrågasätter den breda användningen och vill reservera den för kulturella fusioner på djupare plan och som inkluderar stora folkförflyttningar.